# Hospital Dipreca
El Hospital de la Dirección de Previsión de Carabineros de Chile, más conocido como Hospital DIPRECA, es un hospital ubicado en la comuna de Las Condes en la zona oriente de Santiago, específicamente en la Avenida Vital Apoquindo a la altura del 1200.
Sus orígenes se remontan a 1941 cuando la Caja de Previsión de Carabineros de Chile compró 30 ha de una propiedad llamada Baños de Apoquindo. En 1947 se instaló en el lugar un sanatorio para enfermos broncopulmonares. Ya en los años 1960 se propuso construir un hospital para atender a los imponentes de la Caja de Previsión, cuya primera piedra se colocó el 28 de abril de 1977. El hospital fue inaugurado finalmente el 21 de abril de 1986.